# Збірна Алжиру з хокею із шайбою
Збірна Алжиру з хокею із шайбою — національна чоловіча збірна команда Алжиру, яка представляє країну на міжнародних змаганнях з хокею. Функціонування команди забезпечується Асоціацією Ажиру з інлайн-хокею.

## Історія
Збірна сформована у 2006 році із числа алжирців, які грають в хокей по всьому світу (здебільшого це алжирці з Франції). У червні 2008 року збірна Алжиру брала участь у чемпіонаті арабських країн у Абу-Дабі, окрім них змагались національні збірні Кувейту, Марокко та Об'єднаних Арабських Еміратів. Алжир зайняв четверте місце, алжирець Харонд Літім був обраний найціннішим гравцем турніру.
Ще одним відомим гравцем збірної є Яссін Фахас уродженець французького міста Шенов.